# يوكو جيبو
يوكو جيبو (باليابانية: 儀武 ゆう子) مواليد 28 يناير 1981، هي مؤدية أصوات يابانية.

## الأعمال

### أنمي
- المعركة الحديدية بي بليد
- سيكاي-ايتشي هاتسوكوي

## وصلات خارجية
- يوكو جيبو على موقع IMDb (الإنجليزية)
- يوكو جيبو على موقع ألو سيني (الفرنسية)
- يوكو جيبو على موقع ميوزك برينز (الإنجليزية)
- يوكو جيبو على موقع قاعدة بيانات الفيلم (الإنجليزية)
- يوكو جيبو على موقع كينوبويسك (الروسية)
- يوكو جيبو على موقع ANN person (الإنجليزية)